# Taxi colectivo

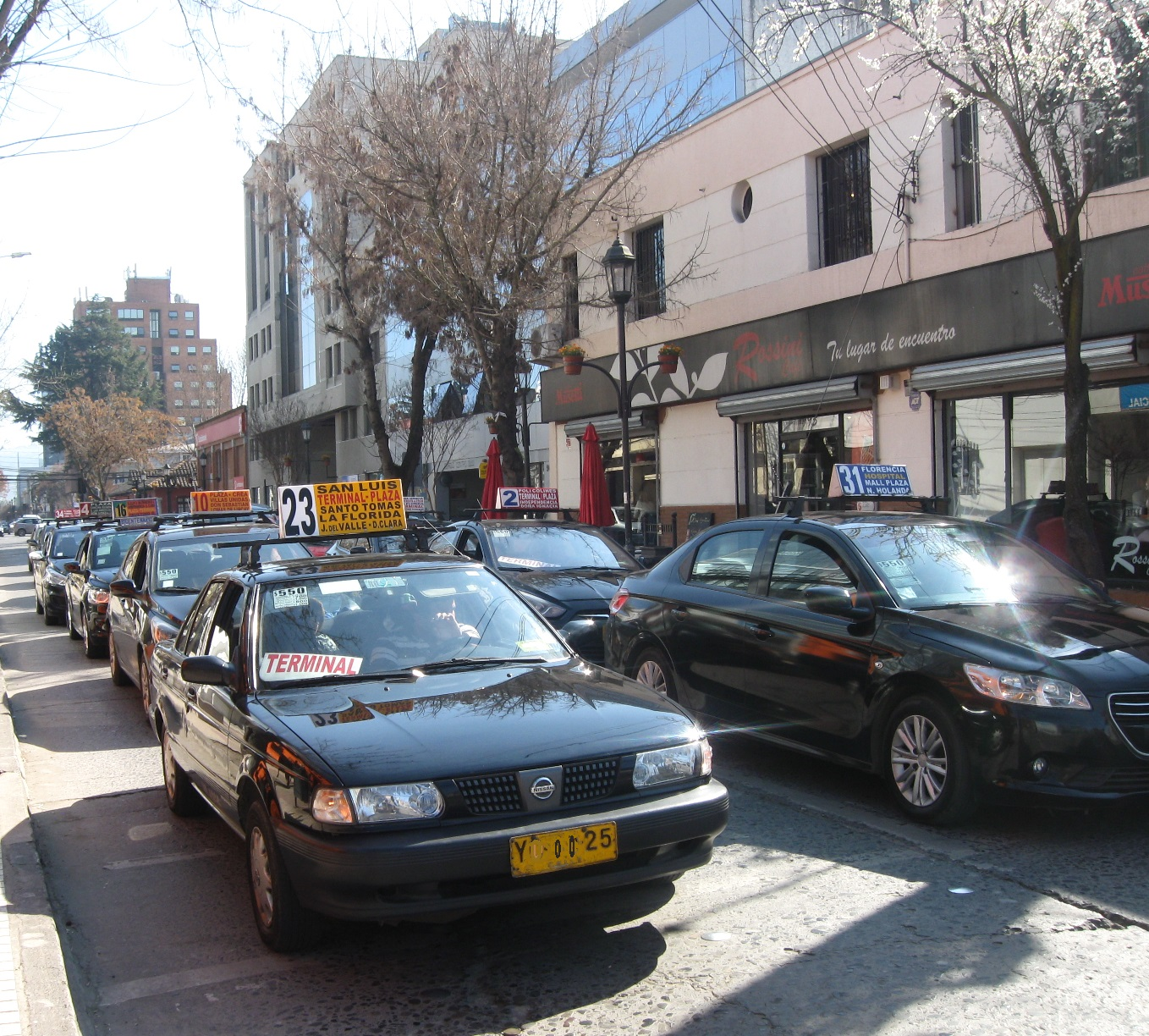
Colectivos urbanos en Talca (Chile).

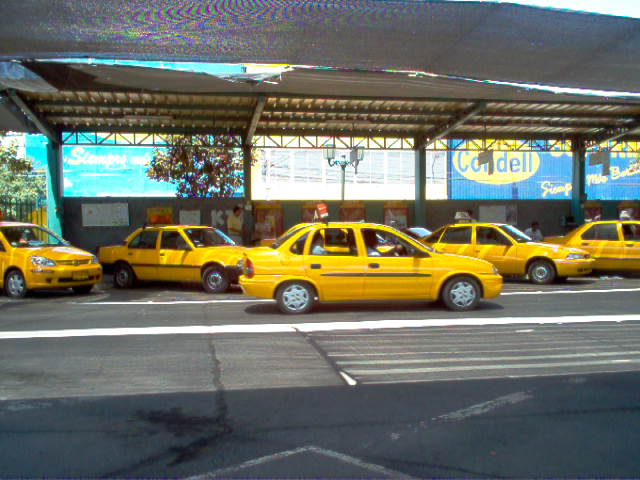
Colectivos rurales en Rancagua (Chile).

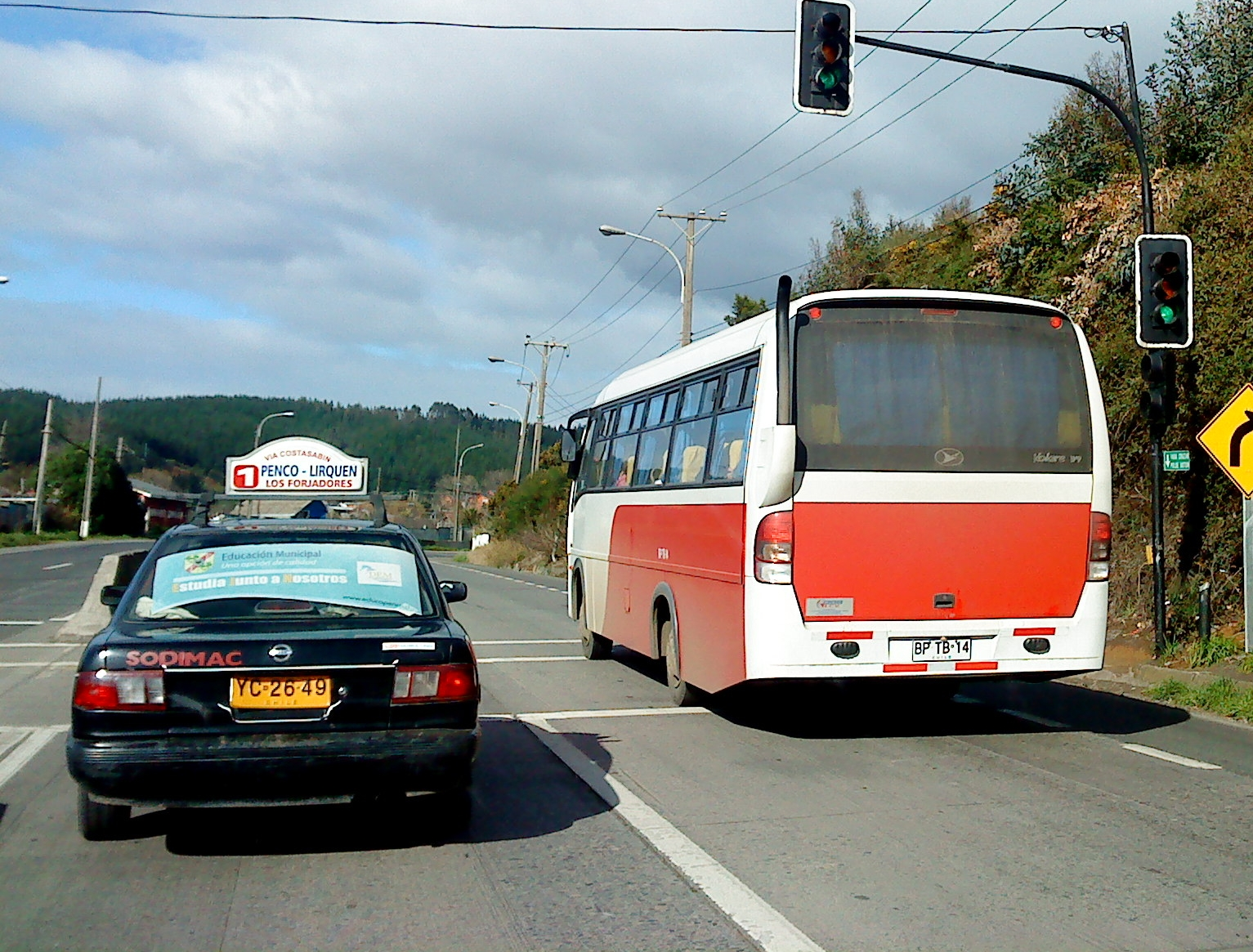
Taxi colectivo (izquierda) en la Ruta 150, en la ciudad de Penco (Chile). Nótese letrero del recorrido y número de línea.

El taxi colectivo, o simplemente colectivo, también llamado carro de ruta en México (solamente en las ciudades de Tampico, Tamaulipas, Mexicali y Tijuana, Baja California), es un vehículo de transporte con conductor (VTC) en vehículo sedán o en combis.
Este servicio se diferencia de los demás taxis, en tener rutas y tarifas fijas, en la que pueden transportar hasta cierta cantidad de pasajeros, aunque la tarifa puede variar según el horario y la distancia que se recorra, pero siempre en valores predeterminados. En cambio, los taxis comunes (llamados en Chile, "básicos" o "radiotaxis"), cobran por tiempo y distancia recorrida y hacen la ruta que cada pasajero indica.
El único país que ocupa el sistema de taxis colectivos y no es latinoamericano es Etiopía, en la cual su capital, Adís Abeba son característicos los furgones o sedantes de color celeste con el techo blanco[cita requerida].

## Historia
En lo que respecta a Argentina, nació el 24 de septiembre de 1928, en Buenos Aires. El primero unía la esquina de Lacarra y Rivadavia con Primera Junta, parando en Flores. El servicio se componía de cuarenta coches que podían llevar hasta cinco pasajeros.
Buenos Aires tenía una población de 2 100 000 habitantes y necesitaba nuevos medios de transporte público. El colectivo resultó ser el término medio en la economía del pueblo. Como el éxito coronó con creces la iniciativa, fueron muchos los que se aprestaron a organizar servicios análogos, aumentando las líneas en todos los barrios de acuerdo a las necesidades de la población.
Los automóviles sedán dejaron de usarse en Argentina para este tipo de transporte grupal de pasajeros, y se comenzaron a usar buses, dando nacimiento al colectivo.
En Chile llegó a mitad del siglo XX, debido a las mismas necesidades que tuvo Argentina para implementarlo; actualmente la mayoría de las ciudades urbanas con más de 50 000 habitantes cuentan con líneas de Taxis Colectivos, también hoy forman una suerte de «transporte de acercamiento» a las principales vías para llegar a destino. En algunas ciudades (principalmente con menos de 50 000 habitantes), son el único medio de transporte urbano de recorrido fijo, en otras coexisten con los taxibuses o los omnibuses (llamados micros), pero superándolos en número. En Santiago los recorridos que poseen sirven para acercar a los pasajeros a redes del Metro de Santiago, así como a ejes troncales de Transantiago. En la misma capital, existen líneas de colectivos de larga distancia, que conectan comunas residenciales con sectores importantes o céntricos de la capital, supliendo el uso del sistema metro (sobre todo en la noche, cuando el sistema subterráneo está cerrado). Son automóviles sedán, de color negro para el transporte urbano y de color amarillo para el transporte rural, con matrícula de color amarillo y letras negras. En este país se les conoce con el nombre de colectivo y vulgarmente como coleto.
En algunas ciudades de Bolivia, este tipo de servicio colectivo de pasajeros realizado con automóviles sedán se conoce familiarmente como TRUFI o Taxi de Ruta Fija.
En México, particularmente en la capital, este servicio comenzó a finales de los 60s, con las mismas necesidades que Buenos Aires, debido al aumento poblacional y la apertura de sistemas como el Metro. Aunque se tenía servicio de autobuses, éstos resultaron ser sobrepasados en cierto modo, por lo que se autorizó el uso de automóviles sedán, con Toldo Blanco y resto de carrocería en color verde pistache. El servicio tenía rutas y tarifas fijas, era un poco más caro que el autobús, ya que cobraba un peso por viaje. De esta forma nació el concepto del pesero, que en efecto era un automóvil sedán de considerable tamaño, que podía llevar hasta 5 pasajeros. Al pasar del tiempo la VW Combi sustituyó a muchos de estos sedanes, las cuales a su vez fueron sustituidas por lo que hoy se conoce como microbús.
Algunas ciudades de México también poseen este servicio. Por ejemplo, en Acapulco poseen varias unidades, de color amarillo y blanco y con placas de 4 cifras y la sigla FFD. Tienen rutas en diversos sitios de la ciudad, especialmente en la Costera Miguel Alemán y su continuacián cerca del aeropuerto. Estos vehículos son unidades tipo sedán o Hatchback de 4 o 5 puertas.[cita requerida]
En el Perú se utilizan para rutas medianamente largas en algunas ciudades y es brindado por camionetas Station Wagon o minivans, además de algunos modelos sedán. Solo tienen dos o tres paraderos como máximo, lo que hace que el viaje sea más rápido que con un bus y más barato que con un taxi.
También es común en algunas ciudades de Venezuela, donde se le conoce simplemente como por puesto y en la ciudad de Barquisimeto como rapidito.
En el Ecuador, es un medio de transporte muy utilizado en algunas ciudades, se lo conoce con el nombre de taxi ruta.